# Bani Ghani
Bani Ghani – miejscowość w Egipcie, w muhafazie Al-Minja, w dystrykcie Samalut. W 2006 roku liczyła 18 271 mieszkańców.